# Ticio (Tiziano)
Ticio es una pintura de Tiziano de temática mitológica, diseñada hacia 1549 si bien su versión pictórica conocida, la perteneciente al Museo del Prado, es posterior en unos quince años.

## Autor
Tiziano Vecellio fue un pintor italiano del Renacimiento (1477-1576) reconocido como uno de los grandes maestros de la Escuela veneciana. En su extensa vida creó una ingente cantidad de obras de los más variados temas: retratos, mitología, obras religiosas, etc. En tan larga carrera experimentó con variadas técnicas y estilos, lo que ha dificultado en ocasiones la clara identificación de algunos de sus trabajos.
Entre sus obras más destacadas están El emperador Carlos V con un perro (1533) la Venus de Urbino (1538) o La coronación de espinas (1576).

## Descripción de la obra
La pintura narra un episodio mitológico que protagonizó uno de los hijos de Zeus, el gigante Ticio. Ticio había sido enviado por la despechada diosa Hera, tercera esposa de Zeus, tras Leto (Latona), la amante de este, con el fin de violarla. Los hijos de Leto, Apolo y Ártemis (Diana) asesinaron a Ticio y Zeus castigó a su propio hijo condenándolo a los infiernos donde sufriría el eterno castigo que describe la obra (en otras versiones son dos los buitres que torturan al gigante). Puesto que Ticio era inmortal, la condena es eterna. 
En el cuadro, Tiziano pinta al gigante encadenado a los troncos de un árbol, retorciéndose mientras un buitre le devora el hígado (o los intestinos) que se regeneran inmediatamente después, extendiendo su sufrimiento sin final. En la parte inferior se representa una serpiente como símbolo del mal, reflejo del pecado cometido por Ticio.
El tema es recurrente en la historia del arte. Así, el artista del Renacimiento Vasari cita que Miguel Ángel realizó entre otros temas un dibujo de Ticio devorado por el águila para regalárselo a su amigo Tommaso Cavalieri. Este dibujo pertenece a la Royal Collection del Reino Unido y se conserva en el Castillo de Windsor. Ya en su época se hizo popular gracias a su reproducción en grabado, obra de Nicolas Béatrizet. También el diseño de Tiziano se hizo célebre internacionalmente gracias a un grabado: lo hizo Cornelis Cort en 1566.

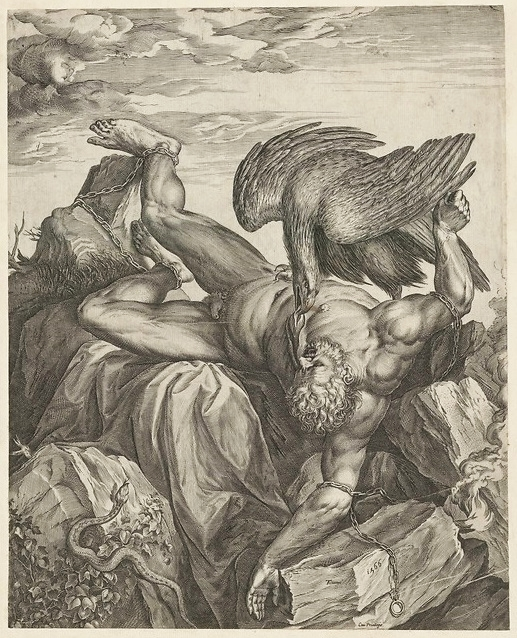
Grabado de Cornelis Cort (1566) según el diseño de Tiziano (ejemplar conservado en el Museo Nacional de Varsovia).

## Estilo
En el cuadro se percibe la influencia manierista que es propia de Tiziano para las fechas de su composición. Una de las características de este estilo, el uso del escorzo, realza el dramatismo y la violencia del episodio, menos usual en Tiziano, reforzando el efecto que pretende causar al autor.
Tanto en el Renacimiento como en el Barroco se usa la pintura con el propósito de advertir sobre las consecuencias del enfrentamiento contra el Emperador. En una velada comparación de Zeus con Carlos V, se avisa de los efectos de sublevarse contra el poder establecido.

## La serie

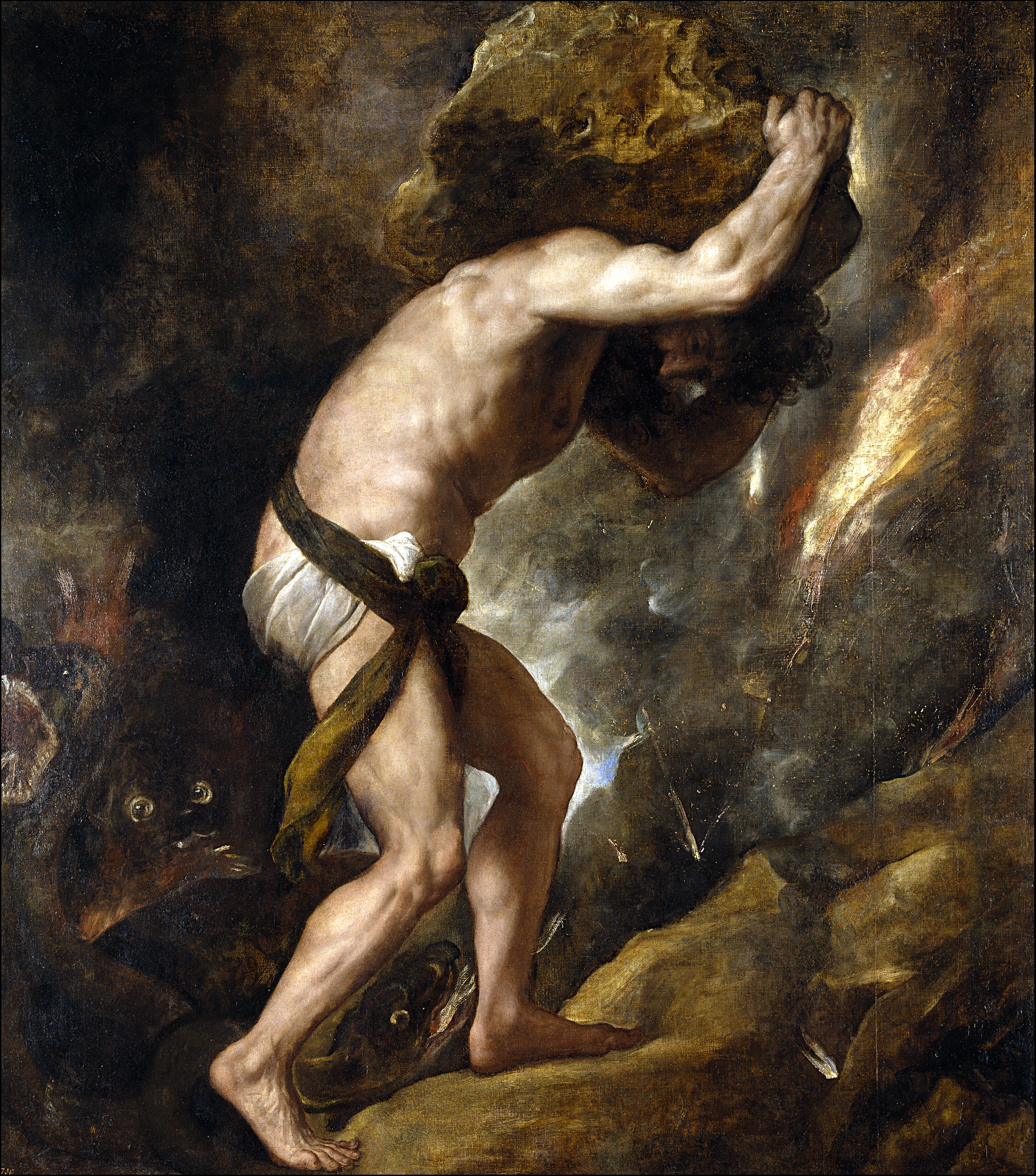
Sísifo, 1548, Tiziano.

El personaje de Ticio forma parte de una serie de cuatro cuadros encargados a Tiziano por María de Austria, hermana de Carlos V, que debían decorar las paredes de su palacio en Binche. Con el tema de Los Condenados o Las Furias, esta serie consistía en los denominados Sísifo, este de Ticio, Tántalo e Ixión, perdidos estos dos últimos en el incendio del Alcázar de Madrid de 1734. Sísifo y Ticio se encuentran expuestos en la actualidad en el madrileño Museo del Prado, pero en realidad únicamente el cuadro de Sísifo es el original pintado para Binche, mientras que este Ticio es una versión posterior, fechable en la década de 1560. Su colorido y pincelada, más libres, sugerían una datación tardía, pero los expertos no la aceptaban al insistir en que este lienzo procedía del palacio de Binche. Un posterior hallazgo documental ha apoyado la nueva cronología: el Ticio de Binche, mal conservado, fue intercambiado por Felipe IV con esta versión posterior, perteneciente al duque del Infantado. Así, la versión conservada en el Prado es la que perteneció al duque, mientras que la procedente de Binche se da por perdida. 
Ticio pertenece a las colecciones del Museo del Prado desde 1828.
El Museo del Prado posee la mejor colección de obras de Tiziano, entre las que se cuentan La bacanal de los andrios (1523-1526), Venus recreándose con el amor y la Música (1547), Carlos V a caballo en Mühlberg (1548) y Retrato de Isabel de Portugal (1548).